# Jan Malýpetr
Jan Malýpetr (29. května 1815 Olovnice – 31. ledna 1899 Praha) byl učitel a nadšený propagátor tělocviku. Roku 1848 se stal prvním českým učitelem tělesné výchovy na zemské škole v Praze. Spolu s J. E. Purkyněm, F. L. Čelakovským a K. J. Erbenem vytvořil české sportovní názvosloví. Ve svých žácích povzbuzoval národní uvědomění. V prostorách jeho ústavu v Panské ulici byla 16. února 1862 založena Pražská jednota tělocvičná, později známá jako Sokol, a Malýpetr se stal jejím prvním cvičitelem. Na veřejných školách vyučoval do roku 1888; vedle toho zakládal a provozoval soukromé tělocvičny ve městech i na venkově. Zasloužil se o zavedení tělesné výchovy do škol a její popularizaci.

## Život
Narodil se 29. května 1815 v Olovnici u Kralup, ale dětství strávil v Klobukách u Slaného čp. 11, na statku nazývaném „u Sakulínů“, kde hospodařili jeho rodiče i prarodiče. Prvních pět let navštěvoval místní školu v obci, od deseti let nejprve německou piaristickou školu a pak gymnázium v Litoměřicích. V letech 1835–36 studoval filosofii a později práva v Praze. Kancelářská práce, ke které se tam připravoval, ho ale nelákala. Stal se vychovatelem dětí Josefa Františka Friče a od roku 1841 učitelem přírodopisu v ústavu profesora Al. Vocela. Jako pedagog pozoroval přirozenou touhu dětí po pohybu, což ho vedlo k myšlence, vytvořit pro žáky soustavu tělesných cvičení, která by byla zábavná i prospěšná jejich zdraví.
Roku 1841 byla v Praze zásluhou zemských stavů založena škola gymnastiky podle soustavy Friedricha Ludwiga Jahna. Malýpetr se do ní přihlásil a prospíval tak, že se roku 1847 mohl stát učitelem tělocviku ve Vídni. Následujícího roku se vrátil do Prahy, kde vyučoval v „Budči“ (v Panské ulici) a od roku 1849 i na staroměstském gymnáziu; stal se tak prvním českým učitelem tělesné výchovy. Roku 1853 získal definitivu a stal se učitelem v nově zřízené tělocvičně pro univerzitu, c. k. gymnázia a reálky v Praze. Tělocvičnu v Budči provozoval soukromě. Spolu s J. E. Purkyněm, F. L. Čelakovským a K. J. Erbenem se také podílel na vytvoření české sportovní terminologie. Ve svých žácích probouzel i národní uvědomění.
V 50. letech se Malýpetrův ústav stal střediskem vznikajícího českého gymnastického hnutí. Miroslav Tyrš, Jindřich Fügner a p. Müller se zde zapojili do úsilí, směřujícího k založení české organizace inspirované německým Turnvereinem. 16. února 1862 byla v prostorách jeho školy ustavena Pražská jednota tělocvičná, krátce nato přejmenovaná na Sokol. Malýpetr se stal jejím prvním cvičitelem.
Později převzal soukromou školu v domě „u Doušů“ (koncem 19. století byl zbořen) na Václavském náměstí, kterou předtím provozoval Ferdinand Schmidt, a následně založil druhou na Ferdinandově třídě. V letech 1879, 1882 a 1885 byl ministerským výnosem jmenován členem zkušební komise.
Zakládal řadu tělocvičen ve městech i na venkovských šlechtických sídlech: v pražském ústavu choromyslných (1850), na Malé Straně (1855), ve Františkových Lázních (1860), na Peruci (1876) i jinde.
Roku 1888, po čtyřiceti letech ve státních školách, odešel do důchodu, ale nadále soukromě vyučoval v nadaci hraběte Straky a v ústavu choromyslných. Do pozdního věku si zachoval fyzickou kondici i duševní svěžest, čímž potvrdil platnost zásad, které celý život prosazoval.
Pohřben byl na Vyšehradském hřbitově.

## Rodina

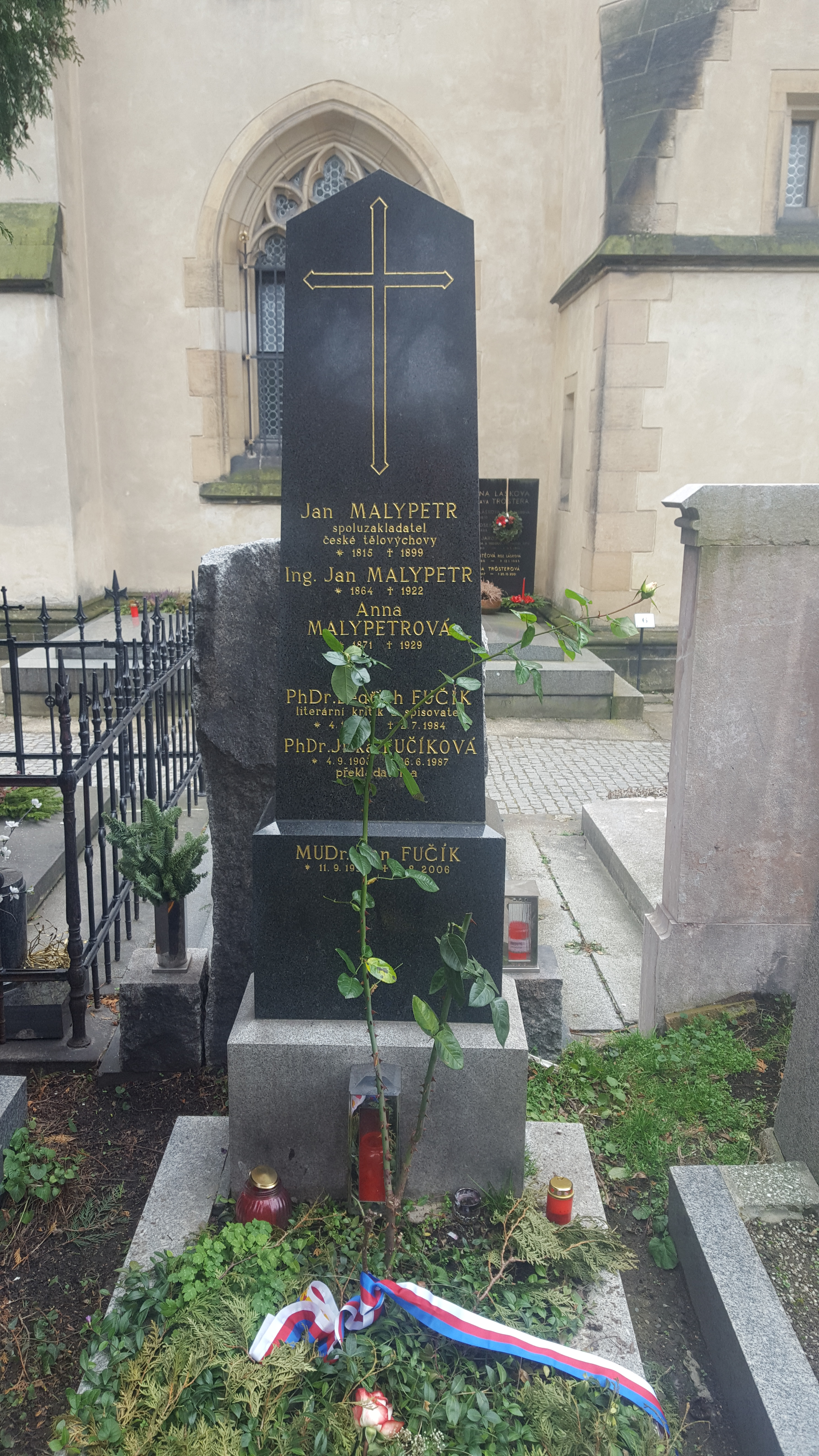
Náhrobek Jana Malýpetra na Vyšehradě

Byl dvakrát ženatý. Poprvé se oženil roku 1854 s Veronikou Klečkovou (1836–1874) ze Zbirohu, podruhé roku 1876 s Eliškou Korytovou (1857-??).
Měl pět synů a tři dcery. Syn Jan pracoval jako lesmistr (zemřel zřejmě 21. července 1922), Vojtěch jako magistrátní úředník a Prokop jako úředník v Ringhofferových závodech na Smíchově.
V témže domě v Klobukách se narodil také jeho synovec Jan Malypetr (1873–1947), politik první Československé republiky.

## Podoba příjmení
Literatura z 19. a počátku 20. století, tj. v době jeho života, uvádí zásadně dlouhou verzi příjmení (Malýpetr). Novodobé zdroje naopak zpravidla dávají přednost krátké verzi (Malypetr), shodně s příjmením politika V tomto článku je použita dlouhá verze, jakou jej oslovovali jeho současníci a jak se zřejmě podepisoval i on sám.